# Cam thảo dây lá bắc dài
Cam thảo dây lá bắc dài (danh pháp: Abrus longibracteatus) là một loài thực vật có hoa trong họ Đậu. Loài này được Labat miêu tả khoa học đầu tiên.